# Pericyma scandulata
Pericyma scandulata är en fjärilsart som beskrevs av Felder 1874. Pericyma scandulata ingår i släktet Pericyma och familjen nattflyn. Inga underarter finns listade i Catalogue of Life.